# Bonrepos-sur-Aussonnelle
Bonrepos-sur-Aussonnelle är en kommun i departementet Haute-Garonne i regionen Occitanien i södra Frankrike. Kommunen ligger i kantonen Saint-Lys som tillhör arrondissementet Muret. År 2022 hade Bonrepos-sur-Aussonnelle 1 247 invånare.

## Befolkningsutveckling
Antalet invånare i kommunen Bonrepos-sur-Aussonnelle
Referens:INSEE